# Dirades rhagavata
Dirades rhagavata är en fjärilsart som beskrevs av Walker 1861. Dirades rhagavata ingår i släktet Dirades och familjen Uraniidae. Inga underarter finns listade i Catalogue of Life.